# 2014年敘利亞總統選舉
敘利亞2014年總統選舉在2014年6月3日舉行。本次選舉是自1970年阿薩德家族發動“纠正运动”上臺以來敘利亞舉行的第一次多党制差額總統選舉，修憲後總統只能連任一次，時任敘利亞總統及叙利亚阿拉伯复兴社会党总统候选人巴沙爾·阿薩德以88.7%的得票率连任。从而开始他的第三个为期七年的总统任期。
本次選舉的真實性及公平性爲西方政府和媒體所質疑，但三十多個國家包括玻利維亞、巴西、厄瓜多、印度、南非、委內瑞拉、俄罗斯、朝鮮民主主義人民共和國等国则予以称赞，並祝賀巴沙爾·阿薩德的當選。

## 選舉經過
这次選舉分爲境外投票和境內投票兩部分。其中，境外投票開始於5月28日。這次選舉在敘利亞國內僅在政府当局控制的地區舉行。
境內投票於敘利亞當地時間6月3日7時啓動，投票最終於敘利亞當地時間6月4日零時結束，比預期晚了5小時。據悉，敘利亞政府共設置9600個投票站。
6月4日，敘利亞人民議會議長穆罕默德·吉哈德·拉哈姆宣佈，時任敘利亞總統巴沙爾·阿薩德以88.7%的得票率成功连任。根據他提供的數據，此次大選中有投票權的選民共有1584萬人，實際投票人數則約爲1163萬人，投票率達73.42%，這其中包括了44萬張無效票。
據報道，巴沙爾·阿薩德在此前通過官方媒體要求民眾不要通過朝天鳴槍的方式來慶祝，但是在投票結果宣佈前後，大馬士革仍然有許多民眾走上街頭鳴槍以示慶祝。另據報道稱，在選舉地區，有活動人士和其他人發生了肢體衝突。另外，爲西方所支持的敘利亞全國聯盟對此次大選採取了抵制行動。

## 各方反应
對這次選舉進行監督的來自巴西、伊朗、俄羅斯、委內瑞拉和烏干達等30個國家的觀察員承認有關的選舉結果，並在一份聲明中稱這次選舉是「自由，公正和透明的」。
大部分西方政府和媒體對本次選舉的真實性和公平性表示懷疑。比如，美國國務卿約翰·福布斯·凱瑞稱這次選舉是「毫無意義而且不光彩的」，歐盟在一份聲明中稱這次投票不是「真正的民主投票過程」。七大工業國組織則發表聲明稱，敘利亞政府在此次選舉中「造假」。而紐約時報則認爲這次選舉「主要是巴沙爾·阿薩德進行自我炫耀的把戲」。法廣則在一篇報道中稱，除巴沙爾·阿薩德外的另兩名候選人被懷疑是「政治花瓶」。
海灣阿拉伯國家合作委員會稱這次選舉是「一次鬧劇」。
聯合國祕書長潘基文對叙利亚當局在內戰時期舉行選舉持批評態度。
敘利亞反對派也對本次選舉「表示譴責」。
俄羅斯聯邦委員會國際事務委員會主席米哈伊爾·馬爾格洛夫認爲這次敘利亞總統選舉是民主的，稱「七大工業國組織對類似事件持雙重標準」。
在敘利亞，有選民在接受英國廣播公司採訪時說：「在目前這樣的時刻，沒有任何別人比他（巴沙尔·阿萨德）更適合領導這個國家」。另外，朝鲜、古巴、伊朗、委内瑞拉等對本次選舉予以称赞。